# Cầu diệp càng cua
Cầu diệp càng cua hay cầu diệp vừng, lan lọng hoa dày (danh pháp hai phần: Bulbophyllum careyanum) là một loài phong lan thuộc chi Bulbophyllum.

## Hình ảnh

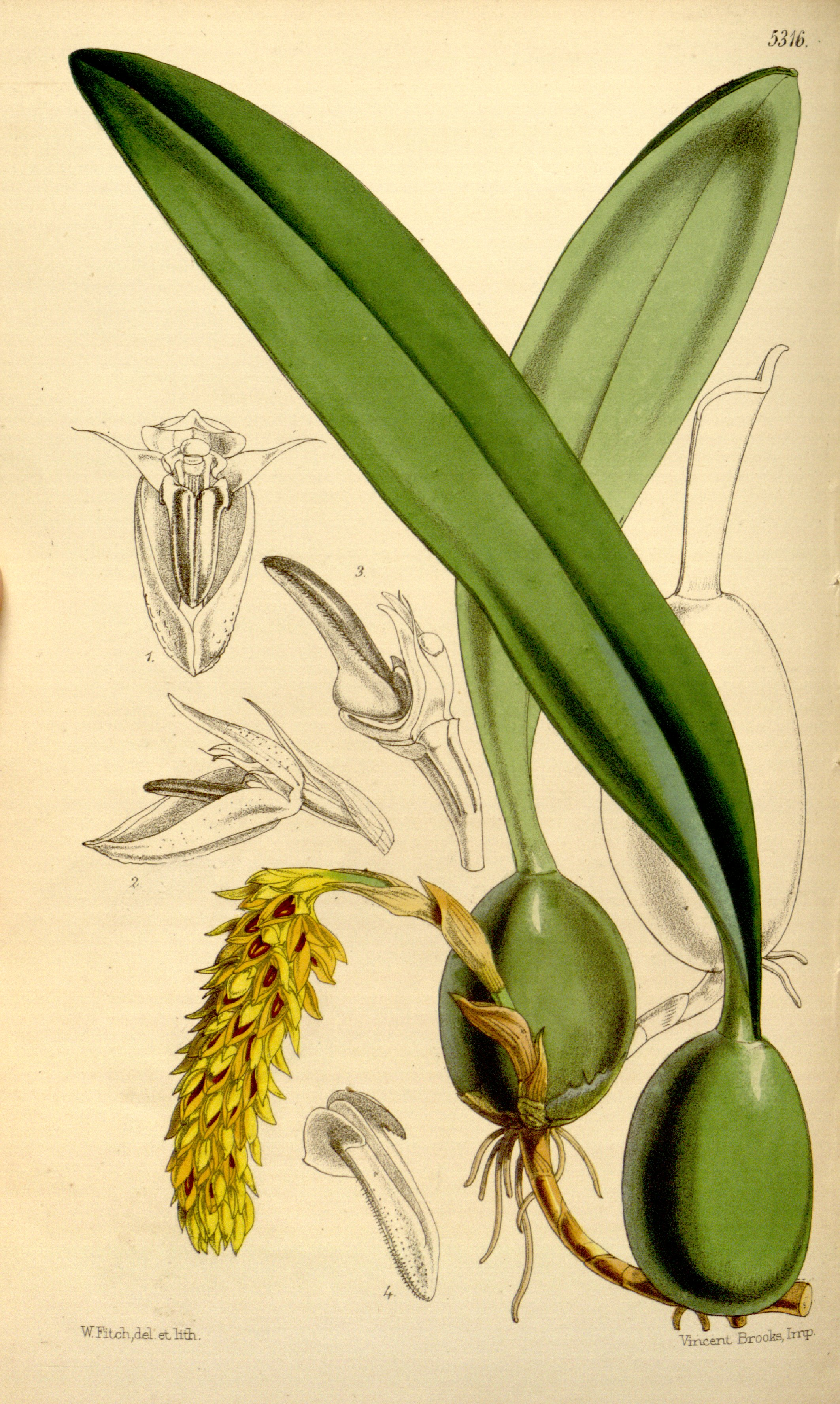